# Regioni della Lettonia

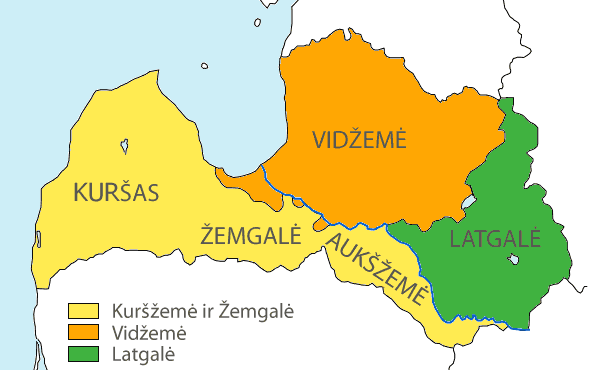
Regioni storiche della Lettonia, insieme ai gruppi culturali lettoni.

Da un punto di vista storico e culturale (ma non amministrativo) la Lettonia è suddivisa in regioni.
La Costituzione lettone riconosce quattro regioni:
- Curlandia (in lettone: Kurzeme), situata nella parte occidentale del paese, coincide pressappoco con i distretti di Liepāja, Kuldīga, Talsi, Saldus e Ventspils.

- Letgallia (Latgale), è la parte della Livonia passata sotto il dominio polacco in seguito al Trattato di Altmark del 1629. Corrisponde grossomodo al territorio dei distretti di Balvi, Krāslava, Ludza, Preiļi, Rēzekne e le parti dei distretti di Daugavpils e Jēkabpils situate a nord del Daugava.

- Semgallia (Zemgale) è la parte centrale del paese, è delimitata a ovest dalla Curlandia, a nord dal golfo di Riga e dal fiume Daugava e dal confine con la Lituania a sud. È costituita grossomodo dal territorio dei distretti di Bauska, Dobele, Jelgava e Tukums e parti dei distretti di Aizkraukle, Daugavpils, Jēkabpils, Ogre e Riga situate a sud del fiume Daugava. Tradizionalmente il territorio della Semgallia comprende anche la parte settentrionale del Šiauliai in Lituania.

- Livonia, (Vidzeme) la regione che comprende solo una piccola parte dell'antica Livonia. La Livonia lettone è costituita da parte della Livonia svedese e da Riga. Corrisponde all'incirca ai distretti di Alūksne, Cēsis, Gulbene, Limbaži, Madona, Valka, Valmiera e dalle parti dei distretti di Aizkraukle, Ogre e Riga situate a nord del Daugava.

Una quinta regione è la Selonia (Sēlija o Augšzeme), spesso considerata parte della Semgallia, comprende le parti estreme dell'area della Semgallia com'era nel 1939, corrisponde agli attuali territori dei distretti di Aizkraukle, Daugavpils e Jēkabpils situati a sud del Daugava. La regione tradizionale della Selonia comprende anche una parte di territorio compreso nel nord-est della Lituania.
In taluni casi la Curlandia e la Semgallia vengono considerate come una regione unica, ciò riflette la suddivisione politica della Lettonia nel periodo compreso fra il 1629 e il 1917, quando le due regioni erano unite dapprima nel Ducato di Curlandia e in seguito come provincia della Russia imperiale, Livonia e Latgallia nello stesso periodo erano invece entità separate. Considerando le regioni sotto questa prospettiva esistono tre sole regioni, Curlandia (che comprende Semgallia e Selonia), Livonia e Latgallia, la suddivisione in tre regioni non è più utilizzata anche se le tre stelle presenti sia nello stemma della Livonia sia nel monumento alla libertà di Riga vi fanno ancora riferimento.